# Étienne de Polignac
Pour les articles homonymes, voir Étienne V.
Étienne de Polignac, surnommé Taillefer est un prélat français du XIe siècle.

## Biographie
Étienne de Polignac est le fils d'Armand III, vicomte de Polignac, et d'Adélaïde. Il est surnommé Taillefer, pour saluer sa « force et vaillance » d'après Gaspard Chabron, généalogiste et historien de la famille de Polignac, ou bien Brisefer ou Tranchefer
Il est prévôt de la cathédrale du Puy ou de Saint-Julien de Brioude. Il est élu évêque de Clermont en 1050 et le reste jusqu'en 1073, date à laquelle il quitte son siège peut-être contre une somme d'argent. Profitant de l'élection simonique d'Étienne d'Auvergne à l'évêché du Puy[réf. nécessaire], il s'empare de ce siège par la force, en remettant celui de Clermont à un homme en qui il a confiance, Guillaume de Chamalières. L'objectif est, pour les vicomtes de Polignac, de placer un proche sur le siège du pouvoir local rival, particulièrement après l'épiscopat moins favorable de Pierre de Mercoeur.  
Il est initialement reconnu par le pape Grégoire VII, le 19 avril 1074. Cependant, dans un contexte de réforme grégorienne, le concile de Rome de 1074 aboutit à des mesures sévères contre les prélats simoniaques. Alors qu'une attention particulière est portée sur les prélats qui ont obtenu leur siège illégalement, il rencontre le pape à Rome et promet de renoncer à son siège, sans y donner suite. Il est excommunié par le pape lors d'un concile en 1075. 
Guillaume de Chamalières et Étienne de Polignac voient leur excommunication confirmée par un concile tenu à Clermont en 1077,, sous la direction de Hugues de Die qui cherche à appliquer les décisions du pape. Le 23 mars 1077, Grégoire VII consigne cette sentence, mais Étienne de Polignac continue à occuper le siège épiscopal. Le pape demande à ne plus envoyer d'argent à Notre-Dame du Puy tant que l'évèque reste en place, et aux chanoines du Puy de ne plus lui obéir. Le 25 mars, il excommunie Étienne de Polignac pour simonie.
Il est déposé par le pape et déclaré anathème par le IIIe concile du Latran[réf. nécessaire]. Le nouvel évèque, Adhémar de Monteil, doit verser 25000 sous à la famille des vicomtes.